# Rol-Mar
Rol-Mar war ein argentinischer Hersteller von Automobilen.

## Unternehmensgeschichte
Julián Álvarez y Charcas leitete das Unternehmen in Buenos Aires. 1958 oder 1959 begann er mit der Produktion von Automobilen. Der Markenname lautete Rolmar, evtl. auch Rol-Mar. Im gleichen Jahr endete die Produktion. Insgesamt entstanden etwa 20 Fahrzeuge.

## Fahrzeuge
Das Modell Jerry war ein offener Kleinstwagen. Er hatte einen luftgekühlten Vespa-Motor im Heck.
Daneben gab es die Modelle F 100 und Rastrojero. Dies waren Kombis auf Basis des Ford F-100.
Eine andere Quelle gibt an, dass es den Kleinstwagen auch als Pick-up und Kastenwagen gab.